# Rafael González Sirit
Rafael González Sirit (Puerto Cumarebo, 21 de julio de 1924-Caracas, 25 de noviembre de 2007) fue un médico oftalmólogo venezolano. Miembro Correspondiente Nacional en el Puesto N.º 2 de la Academia Nacional de Medicina, y pionero en la enseñanza de la oftalmología y en la cirugía refractiva en Venezuela.

## Biografía
Estudió la primaria en la Escuela Federal "Padre Román" de Cumarebo y la Secundaria en el Liceo Cecilio Acosta de Coro. Realizó cursos preuniversitarios en el liceo de Aplicación, anexo al Pedagógico de Caracas, antes de ingresar a la Universidad Central de Venezuela, donde obtuvo el título de médico cirujano (summa cum laude) en 1950 y doctor en Ciencias Médicas ese mismo año. Posteriormente se graduó de oftalmólogo en la Universidad Central de Venezuela en 1952, estudió un Master In Science of Ophtalmology, en la Universidad de Míchigan, EE. UU. entre 1959 y 1961 y realizó un Curso de Cirugía Refractiva en Moscú, Rusia, en 1985, con el famoso oftalmólogo ruso Dr. Sviatoslav Fiodorov, creador del famoso procedimiento para corregir problemas visuales de refracción tales como la miopía, el astigmatismo y la hipermetropía.
Fue Médico Rural de Puerto Cumarebo, Estado Falcón por 8 años, Oftalmólogo Adjunto de Servicio en el Hospital Central de las Fuerzas Armadas entre 1961 y 1970, Adjunto al Servicio de Oftalmología del Hospital Miguel Pérez Carreño (servicio que actualmente lleva su nombre) y Jefe de Servicio entre 1973 y 1995, Oftalmólogo de la Clínica El Ávila desde 1961 y doctor en la Unidad Oftalmológica González Sirit desde 1990.
Fue Coordinador Docente y Director del Curso de Postgrado de Oftalmología del Hospital Miguel Pérez Carreño, además de haber sido Profesor en distintos Cursos Nacionales de la especialidad. Aparte de médico, González Sirit escribió en diversos diarios y revistas nacionales y fue coeditor y redactor para Hispanoamérica de la Revista Highlights of Ophtalmology. Realizó numerosos trabajos de investigación clínica y escribió alrededor de 9 libros o monografías, entre ellas "Cirugía refractaria", trabajo presentado en el acto de incorporación y juramentación de Miembros Correspondientes de la Academia Nacional de Medicina entre el 6 de noviembre y el 11 de diciembre de 2003.
En el área de la investigación histórica el Dr. González Sirit fue coautor conjuntamente con su hermano el Dr. Ismael González Sirit del libro "Poliantea del Distrito Zamora, estudio geográfico, político, económico, cultural, folklórico y en especial médico-sanitario y Social de la Región.", libro publicado en 1954, donde recopila importante información histórica y social del distrito Zamora donde se encuentra su ciudad natal Puerto Cumarebo.

## Títulos obtenidos
- Médico Cirujano, UCV, 30 de julio de 1950
- Doctor de Ciencias Médicas, UCV, 26 de septiembre de 1950
- Médico Oftalmólogo, UCV, 30 de noviembre de 1952
- Master In Science of Ophthalmology, Universidad de Míchigan. Septiembre de 1961.
- Certificados de Estudios Avanzados en Oftalmología (Residencia). Universidad de Míchigan, Medical Center. Julio 1-1959 al 19-9-1961.
- Certificado de aprobación curso Cirugía Refractiva, Moscú, Rusia, 1985.

## Cargos asistenciales y hospitalarios
- Oftalmólogo, Adjunto del Servicio, en el Hospital Central de FF.AA. (196 1-1970)
- Adjunto del Servicio de Oftalmología, Hospital General del IVSS.
- Adjunto del Servicio de Oftalmología, Hospital General Miguel Pérez Carreño, IVSS.
- Jefe de Servicio de Oftalmología, Hospital General Miguel Pérez Carreño desde 1973 hasta 1995.

## Labor docente
- Coordinador Docente y Director del Curso de Posgrado en Oftalmología del Hospital Central Miguel Pérez Carreño.
- Profesor invitado de Neuro-Oftalmología, en el curso de Posgrado de Neurología de la UCV, 1972.
- Profesor de los cursos de Ciencias Básicas de Oftalmología "3.er Rhode", 1973 -74- 75- 76-77- 78 y 79.
- Conferencista en los Cursos de Medicina Vial de la Federación Médica Venezolana, 1969-1971.
- Profesor de Curso Ciencias Básicas Oftalmológica Andino, 5 años. Medellín, Colombia, 1975.
- Docente en varios Cursos de Cirugía Refractiva, Sociedad Venezolana de Oftalmología.
- Oftalmólogo de la Clínica El Ávila (Ejercicio Privado), Caracas, desde 1961.

## Investigación
- Revisión de la Fibroplasia Retrolental y Persistencia del Vítreo Primario, a propósito de un caso descubierto en el Hospital Militar de Caracas, 1964.
- Bibliografía Oftalmológica Venezolana – Obra de 360 páginas - 1977
- Presentación del Primer caso en Suramérica de una Catarata Sub-capsular Posterior debido a Cortico-esteroides. Presentando en los Coloquios Médicos del Hospital Militar de Caracas 1964.
- Primera Crio-extracción de Catarata en el Hospital Militar: Coloquios M6dicos-Hospital Central de las Fuerzas Aunadas, 1966.
- Discurso en el XX Aniversario del Curso Andino de Oftalmología Río de Janeiro. 1990.
- Obras en preparación: Historia de la oftalmología en Venezuela a partir de 1950.
- Obras en preparación: Historia del Servicio de Oftalmología del Hospital Miguel Pérez Carreño.

## Distinciones, condecoraciones y premios
- Miembro Honorario de la Sociedad de Carteros de Venezuela, 1946.
- Diploma y Medalla de Oro como el Mejor Interno de Concepción Palacios. 1950.
- Diploma especial por la Mención Honorífica al Premio Nacional de Investigaciones Científicas, José María Vargas, 1953.
- Premio Nacional de Oftalmología (Conferencia Espino), 1975.
- Premio Panamericano de Oftalmología, Medalla por Servicios Distinguidos). 1985
- Miembro Honorario de la Sociedad Colombiana de Oftalmología.
- Profesor honorario del Curso Andino de Oftalmología en su XX Aniversario, 1990.
- Orden Francisco de Miranda – 1.ª Clase
- Orden Francisco de Miranda - 2.ª Clase
- Orden Nacional de Trabajo - 2.ª Clase
- Orden Nacional de Trabajo - 3.ª Clase
- Orden Andrés Bello - 2.ª Clase
- Orden Diego de Lozada - 1.ª Clase
- Orden Ciudad de Cumarebo - 1.ª Clase
- Orden Calles Sierra - 1.ª Clase
- Condecoraciones Seguro Social en 1.er., 2.º y 3.er grado. Además Profesor Universitario del IVSS.
- Miembro honorario del Personal docente del Hospital Central de Santa Teresa del Tuy. Su nombre lo lleva el Pabellón.
- 11 Promociones de Oftalmólogos han llevado su nombre.
- Condecoración como Personaje Latinoamericano otorgado por la OIP. Miami, 2001 y 2002.
- Designación con su nombre del Servicio de Oftalmología del Hospital Pérez Carreño.
- Presidente Honorario del XXI Congreso Nacional de Oftalmología en 2006.